# Piz Cazarauls
Piz Cazarauls – szczyt w Alp Glarneńskich, części Alp Zachodnich. Leży w Szwajcarii, na granicy kantonów Glarus, Gryzonia i Uri. Należy do podgrupy Alp Glarneńskich właściwych. Szczyt można zdobyć ze schroniska Planurahütte (2947 m) lub Hüfihütte (2334 m).